# پولن لومر
پولن لومر (فرانسوی: Paulin Lemaire‎؛ زادهٔ ۱۸ دسامبر ۱۸۸۲ - درگذشت نامشخص) ژیمناست هنری اهل فرانسه بود.